# Campionato asiatico e oceaniano maschile di pallavolo 1997
Il IX campionato asiatico e oceaniano maschile di pallavolo si è svolto dal 3 all'11 settembre 1997 a Doha, in Qatar. Al torneo hanno partecipato 17 squadre nazionali asiatiche ed oceaniane e la vittoria finale è andata per la seconda volta alla Cina.

## Classifica finale
| Classifica | Squadre             | Qualificazione           |
| ---------- | ------------------- | ------------------------ |
|            | Cina                | Grand Champions Cup 1997 |
|            | Giappone            |                          |
|            | Australia           |                          |
| 4          | Taipei cinese       |                          |
| 5          | Corea del Sud       |                          |
| 6          | Iran                |                          |
| 7          | Pakistan            |                          |
| 8          | Qatar               |                          |
| 9          | India               |                          |
| 10         | Bahrein             |                          |
| 11         | Thailandia          |                          |
| 12         | Arabia Saudita      |                          |
| 13         | Macao               |                          |
| 14         | Filippine           |                          |
| 15         | Sri Lanka           |                          |
| 16         | Uzbekistan          |                          |
| 17         | Emirati Arabi Uniti |                          |